# Saint-Agnan-sur-Sarthe
Saint-Agnan-sur-Sarthe település Franciaországban, Orne megyében. Lakosainak száma 87 fő (2022. január 1.). Saint-Agnan-sur-Sarthe Fay, Ferrières-la-Verrerie, Mahéru, Le Plantis, Saint-Aubin-de-Courteraie és Tellières-le-Plessis községekkel határos.

## Népesség
A település népessége az elmúlt években az alábbi módon változott:
| Lakosok száma | 115  | 111  | 104  | 97   | 91   | 90   | 88   | 87   |
|               | 2013 | 2015 | 2017 | 2018 | 2019 | 2020 | 2021 | 2022 |